# Manuel Lamana
Manuel Lamana (Madrid, 1922-1996) fue un escritor español, exiliado en Argentina en 1948.

## Biografía
Fue el segundo de cuatro hermanos. Su padre, José María Lamana, militante de Izquierda Republicana y funcionario de Hacienda, era en los años de la guerra civil, administrador general del Monopolio de Tabacos y Fósforos.
En febrero de 1939 pasó la frontera de Francia desde Figueras (donde estaba instalado en Gobierno de la República) junto con su madre y sus dos hermanos menores. El mayor había caído prisionero de los franquistas en la Batalla del Ebro. Estuvieron unos días en un campo de refugiados en Perpiñán y luego fueron acogidos durante dos meses en la localidad de Ornans, casi en la frontera con Alemania. Durante esos meses su padre estuvo internado en diversos campos de refugiados en el sur de Francia. El 20 de abril la familia logró reunirse en la ciudad de Rieux-Minervois.
En 1941, para escapar de ser enviado a Alemania en una compañía de trabajo obligatorio, regresa a España, donde se matricula en la Universidad de Madrid y participa en los movimientos estudiantiles de oposición al régimen franquista, lo que le lleva a conocer las cárceles del régimen en varias ocasiones. En 1947 junto a Nicolás Sánchez Albornoz es condenado a seis años de prisión por intentar la reconstrucción del antiguo sindicato estudiantil clandestino FUE. Llevados al valle de Cuelgamuros, trabajan en la construcción del Valle de los Caídos. De allí escapan en una fuga preparada desde París por sus compañeros de la FUE con la ayuda de dos jóvenes norteamericanas, Barbara Probst Solomon y Barbara Mailer, hermana del escritor Norman Mailer, que es quien pone su coche a disposición de los conjurados. El cerebro de la fuga es Francisco Benet, hermano mayor del escritor Juan Benet, que acompaña a las americanas en su viaje a España. La peripecia de la fuga, con accidente de coche y paso clandestino de los dos fugados a pie por los Pirineos, ha sido narrada en diversos libros por los tres protagonistas, el propio Manuel Lamana, Nicolás Sánchez Albornoz y Bárbara Probst Solomon y que se citan más adelante. En 1998 Fernando Colomo llevó a la pantalla este hecho en la película Los años bárbaros.
Tras una breve estancia en Francia e Inglaterra, Manuel se embarca para Argentina donde, tras acabar sus estudios universitarios, ejerce como profesor en las universidades de Tucumán y de Buenos Aires, tarea que se interrumpe temporalmente por su oposición al régimen de los generales argentinos En el momento de su muerte codirigía el Instituto de Cultura Ibero Argentina de Buenos Aires.

## Obra literaria
En el capítulo introductorio a su ensayo Literatura de Posguerra Lamana describe la novela europea de esos años como una novela que pretende dar testimonio de lo que sucede ante los ojos del novelista, una novela más atenta a lo vivido que a lo imaginado. Y él mismo se incluye en esa corriente:

¿Qué hace, pues, este escritor joven cuando escribe? ¿Puede acaso darse el lujo de ponerse a inventar? ¿Puede lanzarse a la aventura literaria? A mi parecer, lo que tiene que decir está tan dentro de él mismo que le queda poco por imaginar. Cuando escriba, no estaremos, pues, ante una literatura de imaginación, sino ante una literatura para la cual lo primero es describir la situación del hombre. Personalmente he escrito dos novelas. En una hablo de la cárcel, de la situación de mi generación, de la quiebra de los valores. En la otra hablo de la guerra vivida por un adolescente, de su soledad. ¿Qué otra cosa podía hacer?”.

Así pues, su literatura es marcadamente testimonial, hasta llegar a lo autobiográfico. Y para ello ha elegido tres momentos significativos de su peripecia personal: la guerra civil, el exilio y las cárceles franquistas.
De la guerra civil trata su segunda novela, Los inocentes. Inocentes son los personajes que sufren y mueren en una guerra cruel e injusta, en la que unos españoles se levantaron en armas contra otros españoles. La guerra está contada a través de los pensamientos y las sensaciones del protagonista, Luisito, un adolescente solitario y retraído de catorce años, seguro trasunto del autor. Ante la inminente caída de Madrid en el invierno de 1936, el padre del protagonista, alto funcionario del gobierno, se traslada a Valencia para seguir allí su actividad pública. En Valencia el muchacho reanuda su vida ordinaria, se matricula en el instituto, conoce a nuevos amigos y empieza a descubrir los misterios del amor y del sexo; pero, sobre todo, conoce y vive de cerca la experiencia de la muerte y el desamparo en las figuras de algunos amigos mayores muertos en las trincheras o ametrallados en las carreteras, o en esa niña, Inés, recogida, sola y callada, que ni siquiera saber decir cómo habrían muerto sus padres en un bombardeo. También conoce las cobardes venganzas de la retaguardia y los “paseos” nocturnos de los dos bandos; y hasta las disensiones en el propio bando republicano, explícitas cuando su padre arriesga en Madrid su vida por salvar a un cura republicano, prisionero en una cheka. Y se lo explica así a su hijo:

Sí, soy republicano, pero desde que ha empezado la guerra hay muchas complicaciones. Todos somos republicanos, pero no todos nos ponemos a defender a la República de la misma manera”.

A todo lo largo de la novela flota una reflexión moral sobre el cainismo español, evidenciado en una conversación de Luisito con su padre:

Miras por un lado, Luis, y es una cosa. Mírala por el otro, y es al revés. Si la miras de frente, la antinomia te agobia. ¿Tú sabes por qué mata el aviador? Por España, Luisito. ¿Tú sabes por qué luchamos nosotros? Por España, también. ¿Y qué hacemos entre todos? Reventar a España”.

Con todo, un rayo de esperanza deja entrever el autor entre tanta desolación y muerte; y, una vez más, es a la figura del padre a quien el novelista recurre para mostrarnos su pensamiento:

Nosotros íbamos de buena fe. Ganamos las elecciones y seguimos trabajando. Era lo lógico. Ahora hay guerra. Habrá que esperar el día en que ellos se decidan a hablar también, en lugar de pegar tiros cuando las cosas no andan a su gusto. Tal vez tú lo veas. Te lo deseo”.

Diario a dos voces, aparecido póstumamente, casi veinte años después de la muerte de su autor, es la transcripción del diario que su padre, José María Lamana (Madrid – Rieux Minervoix, 1951), llevó durante casi tres meses (desde el 3 de febrero de 1939 hasta el 25 de abril del mismo año). El día de la primera anotación se separa de su familia (su mujer y tres de sus cuatro hijos) en Figueras y la última anotación corresponde al momento en el que la familia se reencuentra en situación de semilibertad en un pueblo del suroeste de Francia. El manuscrito de ese diario lo guardó la familia y bastantes años después su hijo Manuel escribió, paralelamente, lo que les fue sucediendo durante esos casi tres meses a él, a su madre y a sus dos hermanos. El tono y la intención de ambos diarios (que en la edición aparecen entremezclados) son muy diferentes: en el caso del padre, se trataba, fundamentalmente, de dejar constancia de las difíciles circunstancias materiales y morales en las que se encontraron los miles de españoles refugiados en Francia: desde que pasaron la frontera a pie, tratados brutalmente por los gendarmes franceses, hasta que fueron recluidos en campos como, en su caso, el de Argelès-sur-Mer, hacinados en una playa abierta al mar en pleno invierno, sin edificio alguno que les protegiera de las inclemencias del tiempo. El frío, el hambre, la incomunicación y el desprecio de sus guardianes se nos cuentan de manera clara y precisa, como si de un acta notarial se tratara. Las noticias del fin de la contienda y el futuro incierto que se abría a esos españoles republicanos añaden un punto de tristeza (aunque nunca de desesperación) en el espíritu del diarista, solo compensado por las noticias que acaba recibiendo de las vicisitudes de su familia.
El pseudo diario que su hijo escribe bastantes años después, contrastando las peripecias de su familia al hilo de lo que cuenta su padre, tiene mayor valor literario y novelesco. Al fin y al cabo, la vida difícil de los campos de refugiados en el sur de Francia ya nos era conocida a través de múltiples testimonios. Lo que les ocurre a Manuel y a su familia durante dos meses, tras un breve internamiento en un campo de refugiados, es hasta cierto punto una tranquila estancia en un pueblo francés que cordialmente acoge a una treintena de refugiados españoles (mujeres y niños fundamentalmente). Con la incertidumbre del desenlace de la guerra y la falta de noticias de muchos allegados, los refugiados intentan un simulacro de vida “normal”, en la que no faltan los acercamientos sentimentales y hasta la rutina de una escuela improvisada en la que el propio Manuel ejercerá de circunstancial maestro. En el Manuel que nos cuenta sus sensaciones descubrimos fácilmente al Luisito que, tres años antes, contemplaba desde Valencia el desarrollo de la guerra civil en la novela Los inocentes: el mismo adolescente ensimismado y soñador, que va de un lado para otro sin establecer relaciones estables y duraderas, que todo lo mira y analiza desde una posición distante y temerosa. Sólo le indigna la derrota de la República ante la indiferencia de Francia y la crueldad de los vencedores. Pero en el remoto pueblo de Ornans descubre también un valor hasta entonces desconocido en Francia: la solidaridad natural de las gentes sencillas del pueblo que los domingos se acercan al barrio de los refugiados a mostrarles su fraternidad moral y material; aunque esa fraternidad no logre superar el sentimiento de provisionalidad, de no pertenencia, que ya embargaba a Luisito en su deambular valenciano durante la guerra y que, seguramente, nunca abandonó a su autor en su exilio argentino.
Finalmente, la posguerra española está vista a través de un episodio también vivido por el autor: su fuga del Valle de los caídos en el año 1948. Ese es el argumento central de su primera novela, Otros hombres.